# Gustavo Guerra-García
Gustavo Guerra-García Picasso (Huancavelica, 6 de mayo de 1966) es un economista y político peruano. Fue viceministro de Hacienda durante el gobierno de Pedro Castillo, desde agosto del 2021 hasta febrero del 2022, y presidente del Instituto Metropolitano Protransporte de Lima durante la gestión municipal de Susana Villarán, de 2013 a 2014. Fue también viceministro de Transportes desde 2001 hasta 2002.

## Biografía
Gustavo Guerra-García nació en la ciudad de Huancavelica, el 6 de mayo de 1966. Es hijo del exsenador Francisco Guerra-García y de Estrella Picasso Oré.
Estudió en la Pontificia Universidad Católica del Perú y se graduó como economista en el año 1991. Es magíster en Gestión Pública de la Universidad de Georgetown, con más de 20 años de experiencia en gestión pública, privada y en organismos internacionales.
Tiene amplia experiencia en formulación de proyectos, formulación de políticas, rediseño institucional y programas presupuestales por resultados. Ha trabajado para organismos internacionales tales como el Banco Mundial, BID, CAF, Fondo Internacional de Desarrollo Agrícola, GIZ, Agencia de Cooperación Internacional del Japón (JICA), Agencia Suiza para el Desarrollo y la Cooperación (Cosude), en países como Perú, Panamá, Ecuador, Colombia, Venezuela, Bolivia, Surinam y Guyana.
Laboró en el Ministerio de Economía y Finanzas del Perú y a través de un proyecto del Banco Interamericano de Desarrollo, se desempeñó como coordinador del programa de mejoramiento del mecanismo de la inversión pública que dio origen al Sistema Nacional de Inversión Pública. Además, ha sido consultor de la Dirección General de Programación Multianual del MEF (2006-2007) para el diseño de mecanismos de financiamiento de la preinversión de proyectos de inversión pública.
En el área académica fue profesor de la Facultad de Economía y del Programa de Gobernabilidad y Gerencia Política de la Pontificia Universidad Católica del Perú, de la Maestría en Gestión Pública de la Universidad Continental y del Programa de Gestión Pública de Videnza con la Universidad del Pacífico.

## Trayectoria política
En el año 2001 ocupó el cargo de director general de Coordinación Intersectorial de la Presidencia del Consejo de Ministros durante la gestión de Roberto Dañino, en el gobierno del presidente Alejandro Toledo. En ese mismo año, Gustavo Guerra-García es designado como viceministro de Transportes en reemplazo de Ricardo Gutiérrez Aparicio, manteniéndose en el cargo hasta el año 2002 donde fue reemplazado por Alberto Sanabria Ortiz.
Fue director de varias empresas públicas como Electro Ucayali y Enapu. Se ha desempeñado como secretario técnico de la Asamblea Nacional de Gobiernos Regionales (ANGR).
Fue cofundador de Fuerza Social, partido político liderado por Susana Villarán, y postuló al Congreso de la República en las elecciones parlamentarias del año 2011, sin embargo, no resultó elegido. Participó como jefe de la campaña municipal de Susana Villarán durante las elecciones municipales del 2010, donde logró salir elegida como alcaldesa de la ciudad de Lima. Posteriormente en 2012, Guerra-García se apartó de Fuerza Social tras discrepancias internas, sin embargo, se mantuvo colaborando con la gestión de Villarán.
Durante el año 2012 fue presidente encargado del Fondo Metropolitano de Inversiones-Invermet y en el año 2013, Susana Villarán designó a Gustavo Guerra-García como presidente del directorio del Instituto Metropolitano Protransporte de Lima, manteniéndose en el cargo hasta el final de la gestión municipal en 2014. Apoyó la campaña del “NO” al proceso de revocatoria presentado contra Susana Villarán en 2013.
Tras el arresto de Susana Villarán por el caso Odebrecht en el Perú, Gustavo Guerra-García se distanció de Villarán y admitió sentirse decepcionado, sin embargo, apoyó su encarcelamiento e instó a Villarán a declarar toda la verdad.
En el año 2017, Gustavo Guerra-García se afilió al movimiento Nuevo Perú liderado por Verónika Mendoza y luego formaron alianza con Juntos por el Perú. En las elecciones municipales del año 2018, Gustavo Guerra-García se lanzó como candidato a la alcaldía de la Municipalidad de Lima y se mantuvo exponiendo sus propuestas municipales. Sin embargo, su candidatura no tuvo éxito tras quedar en el puesto 16 y posteriormente se mantuvo desempeñando como gerente general de Consultores para Decisiones Estratégicas-DEE Consultores.
El 11 de agosto del 2021, Gustavo Guerra-García fue designado como viceministro de Hacienda por el titular del Ministerio de Economía y Finanzas, Pedro Francke, en el gobierno de Pedro Castillo. Dentro de su gestión, integró el equipo técnico que acompañó a la entonces premier, Mirtha Vásquez, en los diálogos con las comunidades del corredor minero en Cotabambas, ubicado en Apurímac, por el conflicto que mantienen con la empresa minera MMG Las Bambas, sin embargo, Guerra-García decidió renunciar al cargo el 10 de febrero del 2022 tras la salida de Pedro Francke del MEF y siendo reemplazado por el economista Óscar Graham. Guerra-García fue reemplazado por Betty Sotelo Bazán, quien antes ya había ocupado el cargo desde el año 2020. Fue también designado como representante del Gobierno del Perú en el directorio de Banco de la Nación.
Actualmente es unos de los principales representantes del movimiento Nuevo Perú, quienes se están organizando para participar en las próximas elecciones generales del año 2026.